# Pearlette Louisy

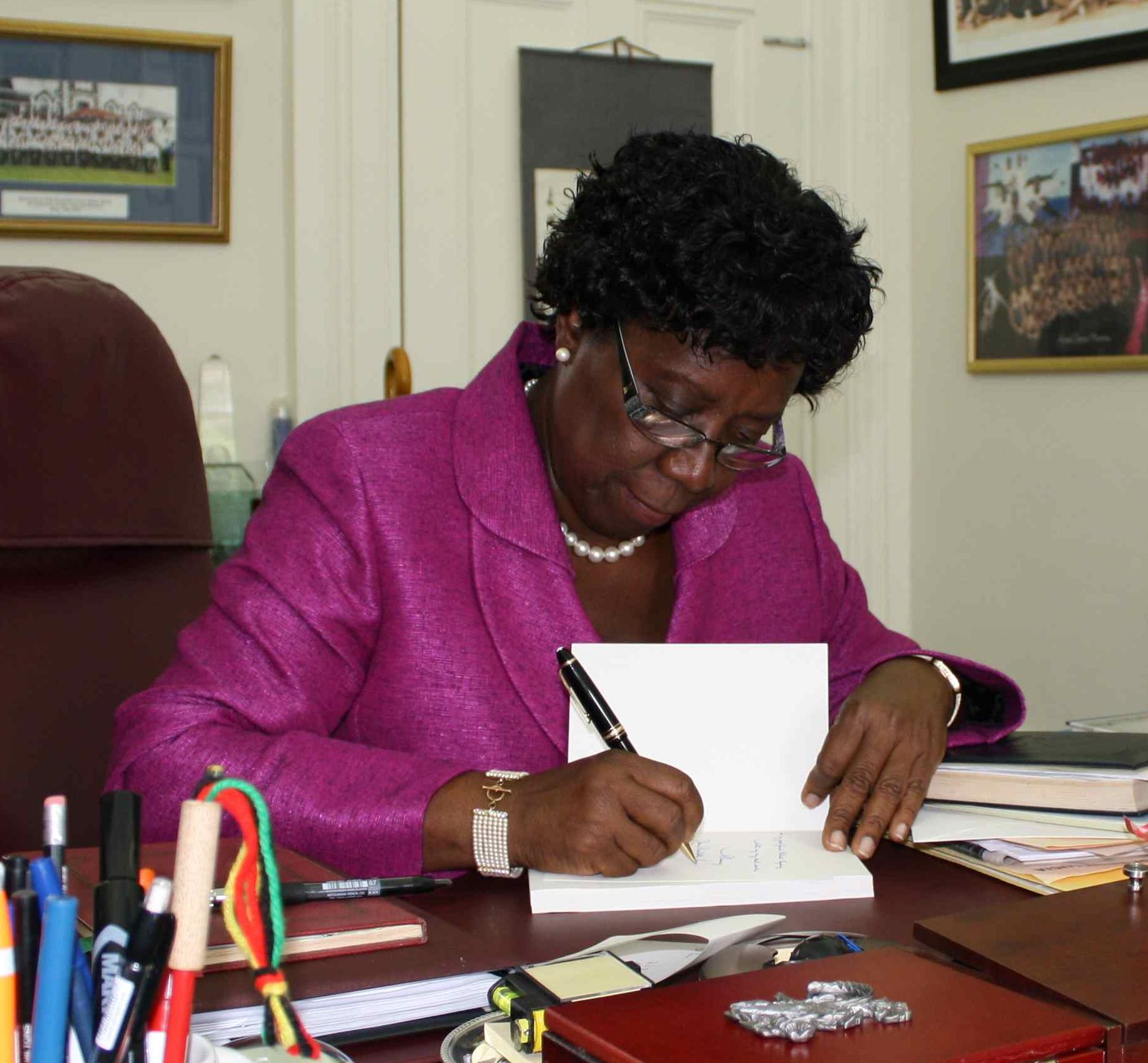
Pearlette Louisy

Dame Calliopa Pearlette Louisy GCMG (* 8. Juni 1946 in Laborie, St. Lucia) war von 1997 bis 2017 die Generalgouverneurin von St. Lucia.
Louisy studierte Sprachen und Linguistik an der University of the West Indies und mit einem kanadischen Stipendium an der Universität Laval in Québec. Sie war dann an verschiedenen Schulen in St. Lucia tätig, zuletzt in leitenden Funktionen. 1991 setzte sie ihre Studien an der University of Bristol fort.
Louisy wurde am 19. September 1997 in dem Amt vereidigt und war die erste Frau in dieser Funktion. Zugleich war sie die Generalgouverneurin mit der längsten Amtszeit seit der Unabhängigkeit von St. Lucia.